# Mały Obłok Magellana
Mały Obłok Magellana (SMC) – galaktyka karłowata o średnicy około 7000 lat świetlnych, satelita Drogi Mlecznej. Zawiera w sobie kilkaset milionów gwiazd.
Możliwe jest, że w przeszłości Mały Obłok Magellana był galaktyką spiralną z poprzeczką, która zderzyła się z Drogą Mleczną stając się galaktyką nieregularną i jej satelitą. Nadal można zauważyć strukturę poprzeczki.
Przy dystansie 200 000 lat świetlnych jest jednym z najbliższych sąsiadów Drogi Mlecznej i jednym z najdalszych obiektów widocznych gołym okiem. Ze średnią deklinacją około −73 stopni, może być widoczny tylko z półkuli południowej i niższych szerokości geograficznych półkuli północnej. Jest umiejscowiony w gwiazdozbiorze Tukana i ukazuje się jako mglisty, jasny płat na nocnym niebie o średnicy około 3 stopni. Wygląda jak odłączony fragment Drogi Mlecznej. Z powodu niskiej jasności powierzchniowej najlepiej widoczny jest z dala od miejskich świateł.
Tworzy parę z Wielkim Obłokiem Magellana (LMC), położonym o około 20 stopni na wschód. Jest członkiem Grupy Lokalnej Galaktyk.

## Historia obserwacji
Na półkuli południowej Obłoki Magellana były znane w mitologiach tubylców np. australijskich Aborygenów. Perski astronom Al Sufi nazwał większy obłok Bakr, Biały Wół. Europejscy marynarze po raz pierwszy obserwowali obłoki w czasie średniowiecznych wypraw i służyły one do nawigacji. Portugalscy i holenderscy żeglarze nazwali je Obłokami Przylądka; ta nazwa przetrwała kilka wieków. W czasie opływania Ziemi przez Ferdynanda Magellana w latach 1519–1522 Antonio Pigafetta opisał obłoki jako mgliste roje gwiazd.
Pomiędzy rokiem 1834 a 1838 John Frederick William Herschel prowadził obserwacje południowego nieba. W czasie obserwowania Małego Obłoku, opisał go jako chmurowatą masę światła o owalnym kształcie i jasnym środku. W polu tej chmury skatalogował on koncentrację 37 mgławic i skupisk gwiazd.
W 1891 roku Harvard College Observatory otworzyło stację obserwacyjną w Arequipa w Peru. Od 1893 i 1906, pod dyrekcją Solona Baileya, do fotograficznych badań obu Obłoków Magellana był używany 24-calowy teleskop. Henrietta Leavitt z Harvard College Observatory, użyła klisz z Arequipy do badań nad zmianami we względnej jasności gwiazd w SMC. W 1908 rezultaty jej badań zostały upublicznione i dzięki nim odkryto nowy typ gwiazd zmiennych, nazywanych „gromadą zmienną”, a później cefeidami. To odkrycie pozwoliło na obliczanie odległości do innych galaktyk.